# Regimento de Guarnição N.º 3
O Regimento de Guarnição N.º 3 (RG3) MHM é um órgão de base da Componente Fixa do Sistema de Forças do Exército Português. O regimento encontra-se sediado no Funchal, mantendo um destacamento em Porto Santo. 
Atualmente, o RG3 é a única unidade militar da Zona Militar da Madeira (ZMM), sendo um regimento misto de infantaria e de artilharia. Compete-lhe dar formação geral e de condução auto aos praças do Exército originários da Região Autónoma da Madeira e aprontar unidades operacionais para as Forças da ZMM. Como encargo específico, para com a Componente Operacional do Sistema de Forças, compete ao RG3 aprontar o batalhão de infantaria e a bateria de artilharia antiaérea das Forças da ZMM.

## Organização
O Regimento de Guarnição N.º 3 é comandado por um coronel subordinado ao Comando da Zona Militar da Madeira e inclui:
- Comando
  - Estado-maior
  - Companhia de comando e serviços
  - Companhia de formação
  - Batalhão de infantaria
  - Bateria de artilharia antiaérea

## História
O Regimento de Guarnição N.º 3 é uma unidade bastante recente, tendo sido criada apenas em 1993, resultando da fusão do Regimento de Infantaria do Funchal (RIFc) com o Grupo de Artilharia de Guarnição N.º 2 (GAG2). No entanto, o RG3 é herdeiro das tradições das unidades militares instaladas na Madeira, desde a chegada ao arquipélago de João Gonçalves Zarco em 1418.
O RIFc teve origem no Batalhão de Caçadores N.º 12 (BC12) chegado ao Funchal em 1864, a bordo da corveta Estefânia da Marinha Portuguesa. Em 1884, o BC12 é transformado em Regimento de Caçadores N.º 12 (RC12). Em 1899, o RC12 deu origem ao Regimento de Infantaria N.º 27 (RI27). Em 1927, o RI27 foi transformado no Batalhão Independente de Infantaria N.º 19 (BII19). Entre 1954 e 1975, o BII19 mobiliza seis batalhões e 55 companhias de caçadores enviadas para a Índia Portuguesa e para África, onde são empenhadas nos diversos teatros de operações da Guerra do Ultramar, sofrendo 93 mortos em combate. Em 1975, o BII19 é transformado no Regimento de Infantaria do Funchal.
O GAG2 teve origem nas unidades de artilharia estacionadas na Madeira. Em 1661, é criado na Madeira, um corpo de 100 artilheiros para guarnição das fortalezas da ilha. Mais tarde, o Rei D. Pedro II ordena a criação de uma companhia de artilharia. Em 1815, existia na Madeira um batalhão de artilharia de 1ª linha. Posteriormente, a ilha seria guarnecida por várias unidades e destacamentos de artilharia de costa e de campanha. Durante a Segunda Guerra Mundial, são criados na Madeira o Grupo de Artilharia Contra Aeronaves n.º 5 (GACA5) de artilharia antiaérea e a Bataria Independente de Defesa de Costa N.º 2 de (BIDC2) de artilharia de costa. Depois da Segunda Guerra Mundial, o GACA5 é reduzido e transformado na Bataria Independente de Artilharia Antiaérea da Madeira (BIAAM). Em 1960, a BIDC2 é transformada em Bataria de Artilharia de Guarnição N.º 2 (BAG2), a qual passa também a assumir as missões da BIAAM então extinta. Em 1970, a BAG2 é transformada no Grupo de Artilharia de Guarnição N.º 2.
A 31 de agosto de 2016, foi feito Membro-Honorário da Ordem do Mérito.